# Nytrix
Nytrix (* 1994) ist ein amerikanischer DJ, Produzent und Sänger aus Los Angeles. Erste Beachtung bekam er nach seinem Song Take Me Higher und seinen Songs mit Dev und Neon Hitch. Dieser konnte, neben 3 weiteren Liedern, Platzierungen in den Billboard-Spartencharts Hotdance/Electronic Songs und Dance Club Songs erreichen.

## Werdegang
Er bekam Gesangs- und Musikunterricht, als er fünf war. In der High School belegte er das Fach darstellende Künste und nahm Songs in Tonstudios auf. Als Teenager lebte er zusammen mit einem Cousin in New York City, während er nach Produzenten suchte, die mit ihm arbeiten würden. Mit 17 zog er nach Los Angeles, um an seiner Karriere zu arbeiten. Nytrix hat sich selbst beigebracht, Musikprogramme zu nutzen und Melodien für Vocals zu schreiben.
2015 brachte Nytrix seine Single Take Me Higher raus, welche von DJs wie R3hab und Dave Audé remixt wurde.
Nytrix führt bei seinen Musikvideos selbst Regie. Er war Support für Carnage, Afrojack und Kesha.
Nytrix arbeitete unter anderem mit Dev, Neon Hitch, Luciana, Au5 und Awakend zusammen.
Seine Lieder erhielten weitere Remixe u. a. von Blasterjaxx und R3hab, welche auf Festivals wie Tomorrowland und Creamfields aufgeführt wurden.

## Diskografie

### Alben
- Created by Chaos (2019)

### EPs
- Artificial Order (2019)

### Singles
- Lights Over Phoenix (2015)
- Take Me Higher (2015)
- Adrenaline (2015)
- Electric Walk feat. Dev (2015)
- Dimension X (2016)
- Stay Here Forever (2016)
- When Will I See You Again feat. Neon Hitch (2016)
- The Night Circus (2016)
- Love Never Died (2017)
- WE WON'T STOP mit SkullBoy (2017)
- Monsters in the Attic (2017)
- Under Electric Skies (2017)
- BROKEN mit RWDY (2017)
- Enter the Simulation (2017)
- Breathe mit Awakend (2018)
- Trouble mit Luciana (2018)
- Until The Edge (2018)
- Only in a Dream mit Au5 (2018)
- Created by Chaos (2019)
- Echo Chamber (2019)
- Memories Are Loud mit Kaskobi (2019)
- Ride With Me mit 2 Below (2019)
- Find You mit Mynerva (2019)
- Always in a Nightmare mit Au5 (2020)
- Light Inside Of Me (2020)
- Illuminate mit Soar (2020)
- Source Code (2020)
- Message From the Stars mit Awakend (2021)
- Love Runs Away mit Mynerva (2021)
- Nightlight mit ARYZE und DEDAAN (2021)
- Our Moving Picture mit Skybreak (2021)
- Escape mit Lick (2021)
- The Story of Us mit Arcando und Oddcube (2021)
- Shattered mit Ace Aura (2021)
- Replay The Night mit Gammer und Staysick (2021)
- Against Time mit if Found(2021)